# Súper sábado sensacional
Súper sábado sensacional es un programa de televisión de variedades y entretenimiento de la televisión venezolana producido y transmitido por el canal Venevisión, bajo la conducción de Henrys Silva y Nieves Soteldo.
Realizado en Caracas, Venezuela desde el 29 de enero de 1972, actualmente es uno de los programas de televisión más longevo de la cadena, además de la pantalla venezolana y americana en general.

## Historia

### Amador Bendayán (1972-1988)
Sus primeros años transcurrieron en RCTV como Sábado espectacular en 1968. A partir del 29 de enero de 1972 empieza a ser transmitido por Venevisión, bajo la conducción de Amador Bendayán, desde 1972 hasta 1988.
En esta etapa el formato está basado en actos musicales de artistas tanto de talla internacional como nacional. También contaba presentaciones especiales de magia, actos extremos, entrevistas, concursos infantiles, y hasta actuaciones de artistas del canal o de Hollywood.
El 7 de junio de 1980 el programa comienza a transmitirse y archivarse en colores. Sin embargo, desde mayo de 1979 el mismo ya era grabado y archivado con esa tecnología; aunque en esa fase previa a solamente podía emitirse así en ocasiones excepcionales.
Debido a la diabetes mellitus que sufría Amador Bendayan, y la imposibilidad de poder conducir en solitario el programa, es cubierto por otras personalidades como Carmen Victoria Pérez, la modelo y actriz Miriam Ochoa, César González, Richard Bazán, el periodista y locutor Napoleón Bravo, y Gilberto Correa, quien en ese momento era el anfitrión del programa De fiesta con Venevisión. Más tarde se convertiría en un sello del espectáculo la frase "¡Ánimo Amador!".
En 1985, se inaugura La casa del Artista (que fue aperturado oficialmente a finales de 1987), una iniciativa propuesta por Amador Bendayán desde el programa, con el fin de dar asistencia integral a diversos artistas a nivel nacional. Bendayán permanecería por 4 años en el cargo de presidente, hasta su abandono en 1989 por motivos de salud.
A finales de julio de 1989, Bendayán solicita al productor Ricardo Peña escribir una carta como un mensaje de despedida, donde señala su deseo de seguir produciendo el show, con Gilberto Correa como animador, quien fue el encargado de leer la última voluntad de Bendayán en un especial emitido el día después de su muerte, el 5 de agosto de 1989, en un estudio vacío y con el telón cerrado en señal de luto leyendo la última voluntad. Amador Bendayán fallecería el 4 de agosto de 1989.

### Gilberto Correa (1988-1996)

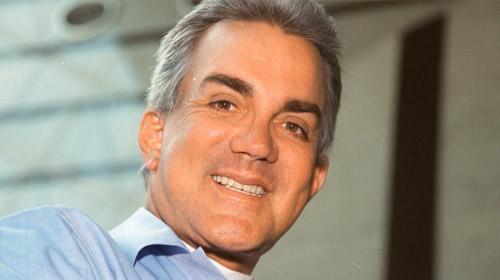
Gilberto Correa

El programa pasa a ser conducido por Gilberto Correa como animador titular, tras la muerte de Amador Bendayán. Desde el sábado 6 de agosto de 1988, el programa sufre un cambio en su nombre, y pasa a llamarse Súper sábado sensacional.
En esta etapa del espectáculo el programa logra generar calificaciones más altas y se centra aún más en eventos multitudinarios, como las ferias estatales y las Bailantas sensacionales, además de añadir en espacios pregrabados realizados en el mismo estudio como el Mega Match Sensacional.
De igual forma el programa comienza una etapa de expansión al transmitirse en 1992 en diversos los países de América Latina y los Estados Unidos.
El 4 de marzo de 1989, el programa sufre su primera paralización en su producción debido a los sucesos referentes al llamado Caracazo que hubo en Venezuela para el 27 de febrero de 1989, siendo la primera vez en su historia que no se logra emitir de forma consecutiva.
El 28 de noviembre de 1992 nuevamente el programa sufre una paralización en su producción debido a los sucesos referentes al llamado segundo intento de golpe de Estado de Venezuela de 1992.
El 14 de agosto de 1993 se emitió una edición especial llamada Súper sábado sensacional de la solidaridad con el fin de recabar fondos para ayudar a los damnificados de la tormenta tropical Bret. Entre 1993 y 1996 lo acompaña como coanimadora Milka Chulina, Miss Venezuela 1992. Correa se retiraría a finales de 1996 tras una serie de desacuerdos en su contrato, pasando seguidamente a formar parte de Televen.

### Daniel Sarcos (1996-2009)

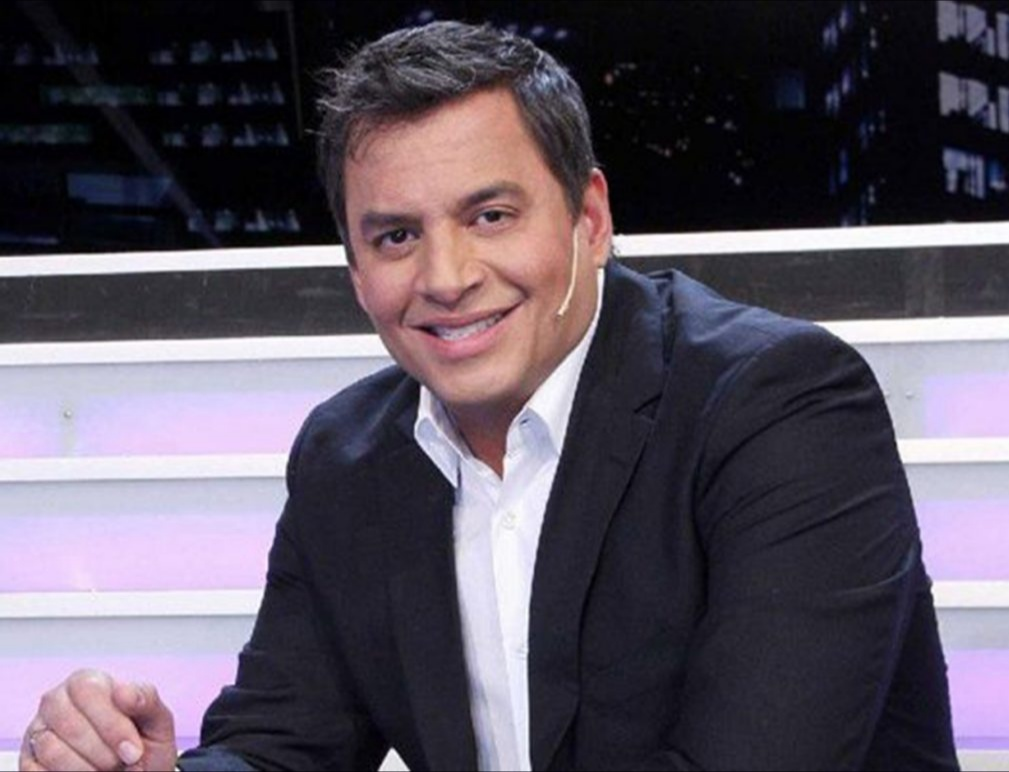
Daniel Sarcos

Daniel Sarcos, quien antes conducía otra sección del programa (Mega Match) en 1996, asumió como anfitrión permanente desde una edición de la Feria de San Sebastián, el 18 de enero de 1997.Previo a su entrada a Venevisión, Sarcos se vio envuelto en una demanda emitida en 1996 ante el Tribunal Civil y Mercantil de Caracas, impuesta por Venezolana de Televisión, alegando "incumplimiento de contrato", esto debido a que era anfitrión del programa sabatino Frecuencia Latina junto a Richard Bazán emitido por aquel canal. Sin embargo, Sarcos decide romper relaciones con dicha planta televisiva.
En esta etapa el programa empieza a tener secciones de concursos, que al tiempo pasarían a ser transmitidos de forma independiente fuera del programa. Aquí Sarcos condujo La guerra de los sexos, junto a Viviana Gibelli, que fue puesto desde 2000. En 2006 se añadió «El precipicio reforzado». Aunque estas secciones de ranuras del programa lograba darle más duración y éxito, esto igual generaba críticas entre sus espectadores.
El 13 de abril de 2002 nuevamente el programa sufre una paralización en su producción debido a los sucesos referentes al llamado Golpe de Estado en Venezuela. En agosto de 2009 se realiza una conmemoración a los 20 años de la desaparición física de Amador Bendayán.
La noche del martes 29 de septiembre de 2009 fallece en su hogar a los 68 años Ricardo Peña, quien fuese el productor y creador del programa, luego de haber producido por última vez su entonces programa La guerra de los sexos.
En 2009, Sarcos se retira para conducir un programa para el canal Ecuavisa en Ecuador y para Antena 7 en República Dominicana.  Aunque este estaba dispuesto a seguir conduciendo el programa, los ejecutivos no lo permitieron, retirándose de la nómina de Venevisión en enero de 2010.

### Leonardo Villalobos (2010-2016)
Desde el 13 de febrero de 2010 accede Leonardo Villalobos para seguir con la animación del programa, dejando de conducir el magacín Portada's. En 2011 el segmento "El precipicio reforzado" pasa a llamarse "El precipicio disparatado".
El 25 de agosto de 2012 nuevamente el programa sufre una paralización en su producción debido a los sucesos referentes a la llamada Tragedia de Amuay.
En 2013 el programa cumpliría 40 ininterrumpidos años al aire. Mariángel Ruiz y Viviana Gibelli se unen desde 2014 para presentar algunos especiales o concursos del programa. En esta etapa, el programa se centra en concursos y variedades de todo tipo, casi iguales al formato del anterior animador, sin embargo son distintos como "Yo sí canto", "Mini estrellas", entre otros.
El 12 de julio de 2016 se confirma que el animador se ausentaría del canal y del programa, desde el 1 de agosto, esto por compromisos en República Dominicana. Como aclaratoria el canal dijo que no repercutirá en su animación del Miss Venezuela 2016. En su sustitución, la pasa a manos de Henrys Silva y Fanny Ottati desde el 6 de agosto del mismo año.

### Henrys Silva (2016-actualidad)
Tras ingresar en Venevisión desde 2011, y después de ganar el reality show Yo sí Canto en su segunda temporada, Henrys Silva se desempeñó como coanimador de programas especiales, tras cámaras y segmentos del programa como Recuerdo sensacional, Buscando una estrella, El show está en la calle, entre otros. En el 2016, Silva pasa a formar parte del tren de animadores del magacín Portada's, donde solo duró unos 7 meses tras conocerse la salida de Leonardo Villalobos.
El 14 de julio de 2016, pasa a ser nombrado como el quinto animador en la historia de los animadores del programa, rol que asumiría el 6 de agosto. Desde entonces lo conduce en compañía José Andrés Padrón y Fanny Ottati, esta última hasta su retiro a comienzos de 2020. Durante esta etapa, el formato del programa se centró solo en actos, concursos, y presentación de artistas venezolanos, dada la crisis económica de Venezuela.
En marzo de 2020, Venevisión tuvo que paralizar las grabaciones de todos programas debido al comienzo de la pandemia de COVID-19 en Venezuela a partir del 13 de marzo de 2020 con los primeros casos confirmados, siendo además el último año de Fanny Ottati como coanimadora del programa. Debido a esto, el canal estuvo reponiendo el programa hasta abril de 2022, debido a medidas de bioseguridad exigidas.
El 7 de mayo de 2022, Súper Sábado Sensacional retomaría nuevamente sus grabaciones para celebrar sus 50 años al aire, donde además pasaría a ser el octavo programa más longevo en la historial de la televisión. El 20 de mayo de 2022, Nieves Soteldo se une como coanimadora del programa en conjunto con Silva y Padrón.
En junio de 2023, José Andrés Padrón se retira como coanimador del programa para formar parte del magacín Portadas al Día tras su renovación. El 4 de junio del mismo año, Venevisión y la Alcaldía de Maracaibo confirman el regreso del Festival de La Orquídea, tras 10 años de ausencia.
A partir de noviembre de 2024, Súper Sábado Sensacional pasa a grabarse formalmente bajo el formato de imagen 1080i (HDTV). El 7 de agosto de 2025, Venevisión reinagura el estudio 1, esto tras una serie de mejoras tecnológicas, entre las figura una escenografia totalmente conformada por pantallas LED y una serie de adecuaciones internas.

## Formato
Súper Sábado Sensacional se desarrolla como espacio de contenidos, donde a lo largo de su historia ha sufrido innumerables cambios, ya que su estilo está en constante renovación a los nuevos tiempos. El contenido frecuente son presentaciones de artistas musicales, tanto nacionales como internacionales, entrevistas, programas concursos, reality shows, comedias de situación, entre otros elementos.
Tiene una duración de 5 horas y es transmitido los sábados de 4:00 p. m. a 9:00 p. m. en Venezuela, ocasionalmente turnando su duración o emisión de acuerdo sea el caso. Su emisión para el exterior ocasionalmente está reducido a 2 horas.
El programa desde sus inicios fue producido por Ricardo Peña, y debido a su muerte en 2009, quedó bajo la producción de Luis González y Helena Rosas. 
Las grabaciones se realizan en estudio 1 de Venevisión, con capacidad estimada de entre 100 a 200 personas, donde además se abarcó concursos como La guerra de los sexos, Mega Match, y espacios de la denominada Temporada de la belleza de la Organización Miss Venezuela, además de múltiples actos benéficos.

## Segmentos y eventos

### En emisión
| Periodo       | Segmento                                 | Nota                                                     |
| ------------- | ---------------------------------------- | -------------------------------------------------------- |
| 2023-presente | El Festival de las Tradiciones           |                                                          |
| 2023-presente | Historias Imbatibles                     | Segmento de entrevistas                                  |
| 2018-presente | El Rincón Social                         | Segmento de entrevistas                                  |
| 2014-presente | La Noche de las Triunfadoras             | Evento posterior a la Noche del Miss Venezuela           |
| 2013-presente | Talentum                                 | Reality                                                  |
| 2013-presente | El Show está en la Calle                 | Concurso                                                 |
| 1982-2012     | El Festival Internacional de la Orquídea | Festival realizado en el marco de la Feria de La Chinita |
| 2023-presente | El Festival Internacional de la Orquídea | Festival realizado en el marco de la Feria de La Chinita |
| 1972-presente | Navidad Sensacional                      | Emitido cada 24 de diciembre                             |
| 1972-presente | Fin de Año Sensacional                   | Emitido cada 31 de diciembre                             |

### Anteriores
- La Feria de La Chinita (1972)
- El Tele-Radio Pabellón (A beneficio del Hogar Clínica San Rafael desde Maracaibo) (1972-1987)
- El Disc-Jockey Sensacional (1972-1987)
- Los Recibimientos a Miss Venezuela con el Cuadro de Honor (1972-2013)
- El Festival Internacional de la Canción de Viña del Mar (1972-2025)
- El Premio Meridiano de Oro (1973-1993)
- Las Quinceañeras Sensacionales (1975-2018)
- El Carnaval de la Salsa (1977)
- Las 36 Horas de La Bondad (1977)
- Las Bodas Sensacionales (1978-2019)
- La Elección Reina de Venezuela (1979)
- El Festival OTI de la Canción (1979)
- Los Recibimientos a Miss Universo (1979-2009)
- El Festival Infantil de la Canción (1980-1983)
- La Cenicienta Sensacional (1980)
- Los Morochitos Sensacionales (1980)
- La Cara Más Linda de Venezuela (1980-1987)
- El Galán de Venezuela (1980-1988)
- El Mini Universo (1980-1997)
- El Mini Venezuela (1980-1998)
- Miss Momento (1981)
- El 20° Aniversario de Venevisión desde el Estadio José Encarnación Romero de Maracaibo (1981)
- El Programa Especial México-Venezuela (1981)
- La Gala de la Belleza del Miss Venezuela (1981-2010)
- Los Recibimientos a Miss Mundo (1981-2011)
- Señorita México (1982-1985)
- La Gran Fiesta de la "V" de Oro de Venevisión (1982-2001)
- El Bombón de la Sifrina (1983)
- Los Titanes del Ring (1983)
- Las Olimpiadas de los Bebés (1983)
- Los Mini Pops (1983-2005)
- Anita la Huerfanita (1983-2012)
- Las Mini Estrellas (1983-2017)
- El Súper Bingo de la Bondad (A beneficio del Hospital Ortopédico Infantil) (1983-2017)
- Las Olimpiadas de los Sexos (1984-1996)
- El Festival del Padrino (1985)
- 50 Estrellas para 50 Años (1985)
- El Festimágico Infantil (1985-1986)
- El Hall de la Fama Sensacional (1985-1989)
- La Feria Internacional de Barquisimeto (1985-1995)
- La Feria Internacional de San José de Maracay (1985-1995)
- El Libro de Oro de la Fundación Casa del Artista de Venezuela (1985-1998)
- La Feria Internacional de San Sebastián (1985-2002)
- La Feria Internacional del Sol de Mérida (Venezuela) (1985-2002)
- Los Recibimientos a Miss Internacional (1985-2018)
- La Generación Halley (1986)
- Los 25 Años de la "V" de Plata (1986)
- El Estado Aragua Somos Todos (1987)
- Miss Hispanidad (1987-1992)
- La Feria Internacional de Valencia (1987-1991)
- Los Mini Reyes del Humor (1987-2005)
- La Gran Noche de los Artistas (1988)
- Ánimo Amador (1988)
- Las 6.000 Horas de Transmisión de Súper Sábado Sensacional (1988)
- La Caja Fuerte Más Sensacional (1988)
- El Mini Disc-Jockey Sensacional (1988-1993)
- La Fiesta de las 100 Estrellas desde la Plaza Caracas (1989)
- El Día "V" de Venevisión (1989)
- Por Ti Venezuela (1989)
- El Raspa-Guácharo (1989-1991)
- El Circo de Los Valentinos (1989-2024)
- La Bailanta de los Enamorados desde Caricuao (1990)
- La Sensacional Canción de la Década de los 80s (1990)
- El Concierto de Oscar d'León a Beneficio del Hospital Universitario de Caracas (1990)
- El Carnaval Calle 8 desde Miami (1990)
- Los 50 Años de Pepsi-Cola Venezuela (1990)
- El Día de los Artistas firmando el Libro de los Ídolos Sensacionales (1990)
- El Artista Visita Su Casa (1990-1991)
- El Aniversario de RPC TV (1990-1992)
- La Plaza Betico Croes De Aruba (1990-1992)
- El Maratón de los Artistas desde el Metro de Caracas (1990-1993)
- El Show de los Galanes (1990-1997)
- Las Bailantas Sensacionales (1990-1999)
- El Helicóptero Sensacional (1990-1999)
- Las 10 Sensacionales Canciones del Año (1991-1994)
- El Poliedrazo desde el Poliedro de Caracas (1991)
- El 30° Aniversario de Venevisión (1991)
- El Circo de La Chilindrina (1991)
- El Circo de los Hermanos Suárez (1991-1995)
- El Festival Acapulco (1991-1997)
- Puerto Rico es Sensacional (1991-1998)
- El Escenario Mecánico (1991-2008)
- La Isla Feliz Curazao (1992)
- Homenaje a las Víctimas del Huracán Andrew (1992)
- Súper Sábado Sensacional desde la Avenida Bolívar (Caracas) (1992)
- Las 6.500 Horas de Transmisión de Súper Sábado Sensacional (1992)
- El Puente Aéreo Caracas-Maracaibo (1992-1995)
- Sábados Locos (1992-2000)
- Súper Sábado Sensacional de la Solidaridad (1993)
- La Feria Internacional de Barinas (ciudad) (1993-1995)
- El Maratón de los Famosos (1993-1997)
- El Despliegue de la Bandera de Venezuela (1993-2004)
- El Día "S" de Venevisión (1994)
- El Circo de Quico (1994)
- Súper 4 (1994-1998) (Programa independiente 1999-2004)
- El Paseo de la Fama desde El Boulevard Amador Bendayan (1995)
- Los 25 Sensacionales (1995)
- El Libro 25 Años Bodas de Plata de Súper Sábado Sensacional (1995)
- La Cumbre de la Salsa (1995-1996)
- Colombia es Sensacional (1995-1996)
- El Circo de los Hermanos Gasca (1996-1999)
- Mega Match sensacional (1996-2000) (Programa independiente 2002-2006)
- El Certamen de la Fan Enamorada de Servando & Florentino (1997)
- Venevisión de la Mano con el Estado Sucre (1997)
- Súper Sábado Sensacional desde Ciudad Bolívar (1997)
- La Elección de la Reina de los XII Juegos Deportivos Nacionales de Venezuela en San Felipe (1997)
- Sorpresa Sensacional (1997-1998)
- Súper Sábado Sensacional desde La Guaira (1997-1999)
- El 37° Aniversario de Venevisión desde la Plaza de toros Monumental de Maracaibo/Venevisión toma Maracaibo (1998)
- El Show del Dinero (1998-1999)
- Sueño Sensacional (1998-2000)
- La Invasión Sensacional (1998-2003)
- Ellas y Ellos (2000)
- La guerra de los sexos (2000-2009) (Programa independiente 2009-2013)
- El Momento de la Verdad (2001)
- El Acorazado de las Estrellas (2002)
- Por amor a Venezuela (2002)
- Estrellas de la Música (2002)
- Camino al Miss Venezuela (2003)
- La Ruta al Mister Venezuela (2003-2004)
- Generación S (2003-2016)
- Mister Venezuela (2003-2024)
- La Feria Internacional de San Celestino desde Barcelona (Venezuela) (2004)
- Venevisión Busca Animador (2004)
- El Súper Cómico Sensacional (2004)
- Para Toda la Vida (2004-2009)
- Súper Sabadito Sensacional (2005)
- Bailando con las estrellas (2005-2019)
- El Precipicio Reforzado (2006-2010)
- Bailando con las reinas (2007) (Programa independiente 2024)
- Calle Ciega, La Prueba Final (2007)
- Bailando con los gorditos (2007-2008)
- Somos Tú y Yo, el Reality (2008)
- Bailando con los Abuelos (2008)
- Buscando una estrella (2008-2014)
- Las Desventuras de Luisa Fernanda (2009)
- Vale Todo Por Amor (2010)
- ¿Quién baila mejor? (2010)
- Demuéstrame Tu Amor (2010-2011)
- Yo sí canto (2010-2012)
- El 50° Aniversario de Venevisión (2011)
- Yo Sí Bailo con los Niños (2011)
- Y Qué Dicen Los Niños (2011)
- El Precipicio Disparatado (2011-2013)
- Mega Dance (2012)
- Quiero ser Jurado del Miss Venezuela (2012)
- Los Alquilinos (2012-2013)
- Recuerdo Sensacional (2014-2016)
- Buscando una Estrella, Los consagrados (2015)
- Un baile Muy Especial (2016)
- Grandes Ídolos (2017) (Programa independiente 2021-2022)
- La Voz Imbatible (2017-2019)
- Treo la Nueva Generación (2018)
- Sábado Loco Loco (2018)
- El Rincón Social (2018)
- La Fundación Sensacional Artistas por la Vida (2019)
- Los 50 Sensacionales (2022)
- El Libro 50 Años Bodas de Oro de Súper Sábado Sensacional (2022)
- Homenaje a los Artistas (2024)

## Festival Internacional de la Orquídea
El Festival Internacional de la Orquídea es un festival internacional musical creado en 1982 bajo el mando de Amador Bendayán y el productor Ricardo Peña, con producción de Venevisión y emisión a través de Súper Sábado Sensacional desde la Plaza de Toros Monumental de Maracaibo (Estado Zulia) el primer o segundo sábado del mes de noviembre de cada año en el marco de la Feria de la Virgen de la Chiquinquirá, donde se reúnen más de 10.000 espectadores para otorgar una estatuilla por aclamación a cantantes nacionales e internacionales, además de elegirse a la Reina de la Feria de La Chinita.
Existen 7 categorías de Orquídeas: Bronce, Plata, Oro, Platino, Diamante, Doble Diamante y Uranio (esta última Orquídea especial es entregada hasta ahora desde el 2008). Este festival tiene generalmente una duración de 6 horas desde las 15:00 hasta las 21:00 (hora de Venezuela).

## Animadores
| Periodo             | Nombre              | Rol           | Notas |
| Ex-animadores       | Ex-animadores       | Ex-animadores | Ex-animadores |
| ------------------- | ------------------- | ------------- | --- |
| 1972–1988           | Amador Bendayán     | Animador      | Abandona el programa el sábado 9 de abril del 1988 debido a problemas en su estado de salud, del cual fallece el viernes 4 de agosto de 1989                   |
| 1972-1988           | Gilberto Correa     | Coanimador    | Asume la animación principal en sustítución de Amador Bendayán. Participó desde 1972 hasta 1987 como coanimador junto a Amador Bendayán.                       |
| 1988–1996           | Gilberto Correa     | Animador      | En el 2003, 2007, 2011, 2013 y 2024 participaría como animador invitado. En 2018, 2019 y 2023 participó como animador homenajeado.                             |
| 1980-2005           | César González      | Coanimador    | Participó como coanimador para eventos especiales, segmentos y pases a exteriores.                                                                             |
| 1975–1986           | Miriam Ochoa        | Coanimadora   | |
| 1993–1996           | Milka Chulina       | Coanimadora   | |
| 1996–1997           | Daniel Sarcos       | Coanimador    | Comenzó como animador del segmento Mega Match en 1996. Apareció en el programa como animador homenajeado en 2022.                                              |
| 1996–2009           | Daniel Sarcos       | Animador      | Asume la animación principal en sustítución de Gilberto Correa.                                                                                                |
| 1997-2008           | Rashel Rodríguez    | Coanimadora   | Participa como animadora al conducir varios segmentos incluido el Mega Match                                                                                   |
| 1991–2014           | Viviana Gibelli     | Coanimadora   | Participa como animadora al conducir La guerra de los sexos en su etapa como segmento. Era animadora invitada de las ediciones del "Súper Bingo de la Bondad". |
| 2005–2009           | Leonardo Villalobos | Coanimador    | Participó durante los años 2005 y 2009 como coanimador para eventos especiales y sustítución en La Guerra de los Sexos como segmento dentro del programa.      |
| 2010–2016           | Leonardo Villalobos | Animador      | Asume la animación principal en sustitución de Daniel Sarcos.                                                                                                  |
| 2005–2015           | Mariángel Ruiz      | Coanimadora   | Participó como coanfitriona en la sección Generación S por 2 años, además de ser animadora invitada para otros eventos.                                        |
| 2016–2020           | Fanny Ottati        | Coanimadora   | Inicialmente comenzó como Integrante del Jurado en Generación S realizado en 2016.                                                                             |
| 2015–2023           | José Andrés Padrón  | Coanimador    | Inicialmente comenzó como concursante en el segmento Generación S realizado en 2015. Se retira en 2023 para ser formalmente animador de Portada's al Día.      |
| Actuales animadores |                     |               | |
| 2011-2016           | Henrys Silva        | Coanimador    | Inicialmente comenzó como concursante en el segmento Yo sí canto en 2011, posteriormente participa como coanfitrión desde 2012 para los realitys del programa. |
| 2016–presente       | Henrys Silva        | Animador      | Asume la animación principal en sustítución de Leonardo Villalobos.                                                                                            |
| 2022–presente       | Nieves Soteldo      | Coanimadora   | Actual conductora del Segmento "Estrenos y Estrellas" de Noticiero Venevisión                                                                                  |
| 1992–1996           | Wilmer Ramírez      | Coanimador    | Animador de segmentos y pases a exteriores. |
| 2023–presente       | Wilmer Ramírez      | Coanimador    | Animador del espacio El Show está en la calle. |

- Desde la etapa de Amador Bendayán como animador, este era acompañado en algunas ocasiones durante gran parte del programa por algún coanimador.
- Durante la etapa final de Gilberto Correa y tras la inserción de los segmentos, dentro del programa estarían presentes diversos animadores, entre ellos Daniel Sarcos y Viviana Gibelli en La guerra de los sexos; Samir Bazzi, Rashel Rodríguez, Daniel Somaróo y Luis Gerónimo Abreu por Mega Match Sensacional; Mariángel Ruiz por Generación S y La magia de ser miss; entre otros.
- El programa tiene la peculiaridad que sus animadores sean anfitriones del certamen Miss Venezuela y la Temporada de la Belleza, esto se realiza a partir de Gilberto Correa. Amador Bendayán sólo participó en "La Gala de la Belleza", aunque no en todos los años, y en el capítulo posterior a la elección hasta 1988 con el primer homenaje televisado al cuadro de honor de concurso.

## Tema musical
El primer tema utilizado en transmisión de Venevisión fue llamado "Sábado Sensacional" y fue compuesto por Arnoldo Nali. En 1980, un nuevo tema con nueva letra fue utilizado para la coletilla de apertura, aunque el tema anterior todavía fue utilizado (solo en versión instrumental) para cuando el anfitrión fue introducido. Este tema se reorganiza nuevamente en 1996 para la temporada final de Gilberto Correa, y se utilizaría para la etapa de Daniel Sarcos hasta el 2008. Este tema musical fue retomado nuevamente desde 2019 hasta 2023.
En 2009, el último año de Daniel Sarcos como anfitrión, el espectáculo estrenó un nuevo tema compuesto por Miguel Mardeni y Eli Cordero, este tema se utilizó hasta el 31 de julio de 2016. Todos los temas anteriores todavía se utilizan a menudo durante las ediciones especiales de Súper Sábado Sensacional (generalmente cuando se emite un recuerdo), a veces siendo modificadas en su pista, aunque las versiones intactas no han sido liberadas debido a las regulaciones de derechos de autor actuales de Venevisión. En 2025 se vuelve a usar el tema musical.
El 6 de agosto de 2016 se estrena un nuevo tema, encargado e interpretado por el cantautor Juan Miguel, esto se realiza tras un cambio de imagen y presentadores por la salida de Leonardo Villalobos. El mismo tema tiene presente en su pista una parte de estilo joropo, seguido de una pista similar a la presente en la etapa de 1996-2008. En 2023 se vuelve a usar el tema musical.

## Versiones
- En España estuvo un programa que llevaba un contenido y título similar, llamado "Sábado Sensacional", producido por José Luis Moreno, y que fue emitido por la cadena TVE, a través de la señal "La 1".